# Iluminado Lucente
Iluminado Lucente (Tanawan, 14 de mayo de 1883 - 14 de febrero de 1960) fue un escritor de Filipinas principalmente en samareño, miembro de la academia de esta lengua (Sanghiran San Binisaya ha Samar ug Leyte) y natural de la provincia de Leyte. Destaca por su contribución al cultivo de la zarzuela en lengua vernácula samareña, con una treintena de títulos, todos estrenados.

## Obra

### Poesía
- An Iroy nga Tuna (Madre patria), que es su obra más conocida.
- Baga Durogas Ngan Baga Tinuod (1939)
- Hangin Gad La (1960)
- Pilipinas
- Gugma
- Panhayhay (Ginsa-aran)
- Bumangon Ka Pepe
- Debelopmental nga Istorya

### Drama
- Abugho
- An Duha nga Sportsmen
- Diri Daraga, Diri Balo, Diri Inasaw-an
- Up Limit Pati An Gugma